# Skip Barber
 Skip Barber  va ser un pilot de curses automobilístiques estatunidenc que va arribar a disputar curses de Fórmula 1.
Va néixer el 16 de novembre del 1936 a Filadèlfia, Estats Units.

## A la F1
Skip Barber va debutar a la tercera cursa de la temporada 1971 (la 22a temporada de la història) del campionat del món de la Fórmula 1, disputant el 23 de maig del 1971 el GP de Mònaco al circuit de Montecarlo.
Va participar en un total de sis curses puntuables pel campionat de la F1, disputades en dues temporades consecutives (1971 - 1972) aconseguint un setzè lloc com a millor classificació en una cursa i no assolí cap punt pel campionat del món de pilots.

## Resultats a la Fórmula 1
| Any  | Equip             | Xassís | Motor    | 1   | 2   | 3       | 4      | 5   | 6   | 7   | 8   | 9   | 10      | 11     | 12     | Posició | Punts |
| ---- | ----------------- | ------ | -------- | --- | --- | ------- | ------ | --- | --- | --- | --- | --- | ------- | ------ | ------ | ------- | ----- |
| 1971 | Gene Mason Racing | March  | Cosworth | SUD | ESP | MON NVQ | HOL NC | FRA | GBR | ALE | AUT | ITA | CAN Ret | USA NC |        | -       | 0     |
| 1972 | Gene Mason Racing | March  | Cosworth | ARG | SUD | ESP     | FRA    | GBR | MON | HOL | ALE | AUT | ITA     | CAN NC | USA 16 | -       | 0     |

### Resum
| Curses: | Victòries: | Pòdiums: | Poles: | Voltes ràpides: | Punts: |
| ------- | ---------- | -------- | ------ | --------------- | ------ |
| 6       | 0          | 0        | 0      | 0               | 0      |